# 1981年のテレビ (日本)
1981年のテレビ（1981ねんのテレビ）では、1981年（昭和56年）の日本におけるテレビジョン放送全般の動向についてまとめる。

## 主なできごと
「東京12チャンネル」が「テレビ東京」へ、10月1日に社名を変更。
翌年3月1日には大阪に系列局「テレビ大阪」も開局し、テレビ東京系列の本格的な土台を作りを始める。
テレビ新潟放送網、福島放送が開局。
前者は4月1日に日本テレビ系、後者は10月1日にテレビ朝日系の各々フルネット局として開局。共に、新潟県及び福島県の3局目の民放テレビ局となる。
フジテレビ、「楽しくなければテレビじゃない」をキャッチフレーズに、秋の改編期に編成大改革を実施。
- これに伴い、旭化成一社提供に於いては、9月25日に、開局当日以来22年7ヶ月に渡り、同局の看板番組の1つとして放送してきたのデイリートーク番組『スター千一夜』が放送終了したのに替わり、10月6日にウィークリーのワールドクイズ番組『なるほど!ザ・ワールド』が放送開始。海外ロケによるクイズ番組のはしりとなる。
- 上記の『スター千一夜』の終了を以って、フジテレビの平日19時半～20時のレギュラー帯番組及び同編成枠が全て終了。
- 同局の横澤彪プロデューサーを中心とした制作班による、お笑い路線の本格的な強化が図られる様になる。目玉は、5月16日にプロ野球ナイター中継中止時の雨傘番組として開始した『オレたちひょうきん族』を、10月10日から正式レギュラー放送化。後に当時お化け番組と言われた裏番組のTBS『8時だョ!全員集合』の視聴率を上回って、同番組を打ち切りに追い込んだ。更に、それ以前から放送している平日のお昼の番組『笑ってる場合ですよ!』、『ドリフ大爆笑』を看板番組に持つ『火曜ワイドスペシャル』枠で3カ月に1回放送の『THE MANZAI』や、関西テレビの『花王名人劇場』で好評を博しているシリーズ『激突!漫才新幹線』等と併せ、「お笑いのフジテレビ」のイメージが定着し始める。
- この大改革が契機で、フジテレビは後に視聴率三冠王を達成することとなる。
- この大改革のリーダーは、当時フジテレビの副社長だった鹿内春雄と、当時同社編成局長だった日枝久。

テレビ番組（上記を除く）
- 日本テレビ系の月曜20時台にて、11年半にわたって続いた歌謡番組『NTV紅白歌のベストテン』が終了、後継番組として、『ザ・トップテン』が放送開始。
- 1970年代後半に爆発的な人気を誇り社会現象にもなった、女性デュオによるアイドル歌手、ピンク・レディーがこの年の3月31日での後楽園球場で開催された解散コンサートをもって解散。その模様を、日本テレビ系『さよならピンクレディー』にて生中継。
- 日本テレビ系のドラマ「『池中玄太80キロ』第2シリーズ」（「グランド劇場」枠）から、主演の西田敏行による主題歌「もしもピアノが弾けたなら」や、フジテレビ系『欽ドン!良い子悪い子普通の子』からは、イモ欽トリオのデビュー曲「ハイスクールララバイ」が大ヒット。前者はこの年のNHK紅白歌合戦にも出場した。
- 寺尾聰の「ルビーの指環」が日本の歌謡史に残る大ヒットを記録。TBS系『ザ・ベストテン』において12週連続1位の番組最高記録を達成したり、この年の『日本レコード大賞』（TBS系）を始め、『日本歌謡大賞』、『日本テレビ音楽祭』（日本テレビ系）、『FNS歌謡祭』（フジテレビ系）、『全日本歌謡音楽祭』（テレビ朝日系）、『全日本有線放送大賞』（読売テレビ・日本テレビ系）（1981年前期[注 1]）と、歌謡界の賞のグランプリをほぼ総なめにし[注 2]、この年のNHK紅白歌合戦にも出場した。
- その他、局の看板となる、以下の番組が放送開始又は終了。
  - 開始
    - NHK総合:『クイズ面白ゼミナール』
    - 日本テレビ:『今夜は最高』、『火曜サスペンス劇場』
    - フジテレビ:『Dr.スランプ アラレちゃん』、『うる星やつら』
    - テレビ朝日:『100万円クイズハンター』、『忍者ハットリくん』
    - 関西テレビ:『三枝の愛ラブ!爆笑クリニック』

  - 終了
    - NHK総合:『ゲーム ホントにホント?』
    - 日本テレビ:『桃太郎侍』
    - 東京12チャンネル:国際プロレス中継

音声多重放送の動き
- 2音声多重放送が本格始動を開始

前年（1980年）6月に行われた衆参同時選挙の開票関係の番組に於いて、特例として初の同放送実施を認めたが、その6か月後に郵政省は同放送を正式に認める方針を出し、この年の1月23日に施行、同放送が本格的に開始された。先ず施行されたその日に、日本テレビが一部のニュース番組に於いて、副音声で主音声の内容と関連のある解説放送を実施。その後、TBSで天気予報の解説、東京12チャンネル→テレビ東京で株式市況の東証第2部の終値や歌番組のカラオケ、NHK総合で古典芸能での解説、日テレ・フジテレビ系列がプロ野球での別実況や応援合戦等と、各局で様々な形態で副音声を使った放送が行われた（主なレギュラー番組については、「#2音声多重放送化」の項目を参照）。
視聴率
- TBSが、この年の年間視聴率で在京民放局5局において3冠王となる（1978年から4年連続）。

## テレビ番組に関する話題

### 1月
- 11日 - NHK大河ドラマ第19作『おんな太閤記』（脚本：橋田壽賀子、主演：佐久間良子）放送開始（全50回、 - 12月20日）。
- 12日 - テレビ朝日系月曜劇場枠で、テレビドラマ『午後の旅立ち』（脚本：山田太一、出演：若尾文子・藤田まこと他）が放送開始（ - 4月27日）。番組の同名タイトルのテーマ曲はリチャード・クレイダーマンが演奏[注 3]、今でも彼の代表曲の1つとなっている。
- 23日 - 日本テレビ系、この日から音声多重放送の2音声多重放送が認められたのを機に、NNN昼のニュースとNNN JUST NEWSの2つのニュース番組を、2音声多重放送にする。[注 4][1]

### 2月
- 16日 - TBS、「夕やけロンちゃん」にて、局初の2音声多重放送を開始する[2]。
- 17日 - フジテレビ系で冬の恒例特番『オールスター寒中水泳大会』を放送。同大会はこれまで池袋スケートセンター内の屋内プールで収録していたが、この回から夏恒例『オールスター紅白水泳大会』開催場である大磯ロングビーチ内に存在する「大磯プリンスホテル」の屋内プールに変更、これで夏・冬共に大磯ロングビーチで行う事になった。
- 東京12チャンネル「東京証券取引所の第一部市況」が、2音声多重放送を開始する[2]。

### 3月
- 1日 - NHK総合、この日の「古典芸能鑑賞会」にて、同局初の2音声多重放送を実施。[注 5][2][3][4]
- 2日〜6日 - フジテレビ系の昼ドラ枠『ライオン奥様劇場』、ドラマを一旦中断し、教養ドキュメンタリー番組『教育スペシャル 母と子の教育戦線』を放送する。
- 13日 - NHK総合のクイズ番組『ゲーム ホントにホント?』がこの日で終了、約7年の歴史に幕。
- 17日 - フジテレビ系の『火曜ワイドスペシャル』枠で、1978年3月放送以降中断していた芸能人対抗野球大会『オールスター夢の球宴』を再スタート。対戦チーム名は「紅組」・「白組」から「スタッカート」と「フォルテシモ」に変更し、「スタッカート」の監督はいかりや長介（ザ・ドリフターズ）、「フォルテシモ」の監督はハナ肇（ハナ肇とクレージーキャッツ）が就任、選手も、中断中の1978年10月と1979年3月に放送された『女子野球だよ!ドリフターズ』（女子プロ野球チーム「ニューヤンキース」と「ブラックイーグルス」との対戦）に参加したドリフメンバーや、郷ひろみ・沢田研二・清水健太郎・内山田洋とクール・ファイブらの他、井上順と堺正章らが加入、以後このメンバーで続ける。なお主審役は中断前の田辺一鶴（講談師）から、中断中のニューヤンキースの試合を務めた森山周一郎（声優）に代わった。
- 23日 - 日本テレビ系で1969年（昭和44年）10月6日から11年半にわたって続いた歌謡番組『NTV紅白歌のベストテン』がこの日の放送をもって終了。白組キャプテンを番組開始当初から務めた堺正章と、番組最末期に紅組キャプテンを務めた榊原郁恵は、翌週開始の新番組『ザ・トップテン』の司会にそのまま抜擢された。
- 25日
  - TBS系の特撮ドラマ『ウルトラマン80』（円谷プロダクション制作）がこの日最終回（第50話）。本作を最後に昭和ウルトラシリーズは終了となり、同シリーズは『ウルトラマンティガ』（1996年 - 1997年）から始まる平成ウルトラシリーズ（毎日放送制作）まで15年半の期間を要することとなる[注 6]。
  - TBS系『JNNニュースコープ』でキャスターを務めた古谷綱正（元毎日新聞論説委員）が退任[5]。
- 26日
  - 日本テレビ系列、この日のプロ野球中継のオープン戦「巨人×阪神戦」（於:後楽園球場）の中継にて、プロ野球中継初の2音声多重放送を行う。[注 7][6]
  - TBS系『ザ・ベストテン』がこの日からステレオ化[7]。同局のレギュラーでの歌謡番組のステレオ化は初。
- 28日
  - TBS土曜午後のバラエティ番組『笑って!笑って!!60分』が終了、6年間の歴史に幕。
  - テレビ朝日系の長寿演芸番組『末廣演芸会』が、前身の『日曜演芸会』から数えて通算20年の幕を降ろす。
- 29日 - テレビ朝日系『象印クイズ ヒントでピント』のハート軍（2枠）を務めた久里千春（女優）が降板。
- 30日
  - テレビ朝日で、平日朝の情報番組『おはようテレビ朝日』が放送開始。情報番組では初の試みとなる新聞記事の解説コーナー「やじうま新聞[注 8]」が反響を呼び、後に『ヤジウマ新聞』→『（新）やじうまワイド』→『やじうまプラス』→『やじうまテレビ!』と2013年9月まで長きにわたって続いた「やじうまシリーズ」の礎となった（ - 1985年9月27日）。
  - 日本テレビ系月曜日20時枠で、ランキング方式の歌謡番組『ザ・トップテン』が放送開始。司会は前番組に引き続き堺正章と榊原郁恵が担当（ - 1986年3月31日。後に『歌のトップテン』へ継承）。なおこの日は番組内容紹介などを放送する「前夜祭」だった。
  - テレビ朝日系のアニメ『怪物くん』でフランケンの声を担当していた声優で浪曲師の二代目相模太郎が急逝（享年50）。フランケン役は兼本新吾に交代。
- 31日
  - 1976年にデビューし、芸能界で人気者となった女性デュオ、ピンク・レディーがこの日に後楽園球場で開催された解散コンサートをもって解散、日本テレビでは解散コンサートの模様を中継する『さよならピンクレディー』を生放送した（15:05 - 17:00。実況：福留功男(当時日本テレビアナウンサー)）。
  - テレビ新潟（日本テレビ系）、開局前夜祭特別番組「はばたけ!テレビ新潟 YES MY スーパースター夢の饗宴」を18:00 - 20:54に新潟県民会館から生放送（日本テレビが制作と技術面で協力）。司会は徳光和夫（当時日本テレビアナウンサー）と久米宏（フリー・所属先のオフィス・トゥー・ワンも制作に協力）で、2人はこれが初共演。ゲストには地元新潟市出身の小林幸子らが出演した[8]。

### 4月
- 1日 - 日本テレビ系『ズームイン!!朝!』、この日テレビ新潟が開局したのに伴い、記念として司会の徳光和夫やゲストの小林幸子らが新潟から生放送[9]。
- 1日・2日 - テレビ朝日系のトーク番組『徹子の部屋』で2日間にわたり、視聴者が番組に参加し、司会の黒柳徹子が視聴者からの質問に答える企画を行った[10]。また5日には番組5周年記念特番『今明らか!!徹子の全て』を放送した。
- 4日
  - 日本テレビ系土曜21時枠「グランド劇場」で、「『池中玄太80キロ』第2シリーズ」が放送開始。この中で、主演の西田敏行が歌う「もしもピアノが弾けたなら」が大ヒット、この年の『第32回NHK紅白歌合戦』にも初出場。西田の歌手としての代表曲になった。
  - 日本テレビ系土曜23時枠で、タモリの司会による音楽バラエティ番組『今夜は最高!』が放送開始（ - 1989年9月、パイオニア一社提供）。
  - フジテレビ系でこの日から、映画番組『ゴールデン洋画劇場』を金曜21:00 - 22:54から土曜21:02 - 22:54に短縮移動（21:00に予告番組『映画情報』が別途放送のため）。この後、1995年10月から1996年9月までは20:59 開始に変更（その後は21:00開始に変更）、2001年10月6日からは『ゴールデンシアター』に変更し、2003年9月27日まで継続、2025年現在放送の『土曜プレミアム』につながる。なお記念すべき移動初回は放送枠を19:33 - 22:54に拡大して2部に分け、第1部は『速報! 第53回アカデミー賞授賞式』を放送、そしてメインとなる第2部は黒澤明監督作品『隠し砦の三悪人』をモノクロ・シネスコ（東宝スコープ）サイズで放送、番組では黒澤明監督を始め、穴平役の千秋実、又七役の藤原釜足、雪姫役の上原美佐が出演し、当時を振り返った。
- 5日 - テレビ朝日系『象印クイズ ヒントでピント』にハート軍（2枠）に小林千登勢（女優）[注 9]とボーナス人形持ちとして小嶋結花、和田早苗がそれぞれ登板。またクイズ内容をこの日の放送から一新[注 10]。
- 6日
  - NHK、昭和56年度編成を開始。連続テレビ小説第27作『まんさくの花』（主演：中村明美、- 10月3日）などがスタート。
  - フジテレビ系月曜日21時枠で、萩本欽一メインのバラエティ番組『欽ドン!良い子悪い子普通の子』が放送開始（後に『〜おまけの子』と改題、1985年まで続く）。なお、この番組からイモ欽トリオがこの年の8月にデビューし「ハイスクールララバイ」が大ヒットした他、歌手の中原理恵がバラエティ路線に進出するきっかけを作った。
- 8日 - フジテレビ系水曜19時台前半枠で、鳥山明原作・東映動画制作のギャグアニメ『Dr.スランプ アラレちゃん』が放送開始（ - 1986年2月19日）。12月16日放送の第34話「地獄の使者チビルくん」で、最高視聴率となる36.9%を記録した(36.9%という数字は、テレビアニメ歴代高視聴率第3位となる)[注 11]。なお、同局の水曜19時台前半枠は『ドラゴンボールシリーズ』→『ドクタースランプ』と1999年9月22日まで鳥山明枠が続いた。
- 9日 - NHK総合の木曜20時枠で、鈴木健二（当時NHKアナウンサー）司会の雑学クイズ番組『クイズ面白ゼミナール』が放送開始（翌年4月より日曜19時20分枠へ移動、1988年4月3日まで続く）[注 12]。

### 5月
- 16日 - フジテレビ系の土曜日20時枠でバラエティ番組『オレたちひょうきん族』が放送開始（ - 1989年10月）。ビートたけしや明石家さんまといった東西のお笑い芸人が出演、たけし扮する「タケちゃんマン」や『ザ・ベストテン』（TBS系）のパロディ「ひょうきんベストテン」などの人気企画で1980年代のバラエティ番組の代表格となった。
- 19日 - フジテレビ系『火曜ワイドスペシャル』で、前年（1980年）は開催されなかった『オールスター紅白バレーボール大会』を2年振りに放送（総合司会 - 土居まさる、レポーター - みのもんた、解説 - 元「東洋の魔女」メンバー）。男子チームの優勝は「アタッカーズ」（メンバー不明）、女子チームの優勝は「クイッカーズ」（メンバー - 高田みづえ、石川ひとみ、相本久美子ほか）。しかしこの回をもって、1973年以来8年・11回続いた番組は幕を降ろす[注 13]。

### 6月
- 25日 - TBS系『ザ・ベストテン』において、寺尾聰の「ルビーの指環」が12週連続1位の番組最高記録を達成、スタジオに紅色のソファが設置された[注 14]。
- 27日 - TBS系『8時だョ!全員集合』において、いわゆる「ギロチン事件」が発生。視聴者から「残酷だ」などの抗議が相次ぐ（→詳細は8時だョ!全員集合の歴史#1981年を参照）。

### 9月
- 16日 - 関西テレビ・フジテレビ系で、桂三枝（後の六代 桂文枝）の司会によるトーク番組『三枝の愛ラブ!爆笑クリニック』（前半のみロート製薬一社提供）が放送開始（ - 1995年9月26日）。
- 23日 - 東京12チャンネル（テレビ東京の前身）で放送されていた国際プロレス中継が終了[注 15]。1981年3月28日までは『国際プロレスアワー』でレギュラー放送され、同年4月からは特番枠での不定期放送となり、同年8月9日の国際プロレスの活動停止後も放送していた。
- 25日 - フジテレビ系で1959年（昭和34年）3月1日の開局当日から放送されてきた旭化成一社提供の長寿トーク番組『スター千一夜』がこの日をもって、放送22年7か月、通算6417回の記録を樹立し終了。これによりフジの平日19時台後半のベルト編成（15分×2）を廃止[注 16]、各曜日19時30分からの30分番組が配置されるほか、火曜日は20時からの『火曜ワイドスペシャル』を30分繰り上げ。また旭化成一社提供は『なるほど!ザ・ワールド』（後述）へ引き継がれる。
- 27日 - 日本テレビ系日曜日21時枠で放送された時代劇『桃太郎侍』（主演：高橋英樹）がこの日をもって、放送5年、全258話で終了。
- 28日 - テレビ朝日系の平日午前帯枠で、柳生博司会のクイズ番組『100万円クイズハンター』が放送開始。「生活の句読点」をコンセプトにし、1993年10月1日まで続く人気クイズ番組となった。また同系では藤子不二雄原作のアニメ『忍者ハットリくん』を月〜土曜の夕方帯枠で放送開始（10月4日より日曜朝にも放送開始）。
- 29日 - 日本テレビ系で、火曜日21〜22時枠に2時間ドラマ枠として『火曜サスペンス劇場』放送開始（ - 2005年9月）[注 17]。

### 10月
- 1日
  - 東京12チャンネルが社名をテレビ東京に変更。「テレビ東京」誕生を記念して、午前0時（9月30日深夜）より特別番組『直言・テレビに何を望む』[12] を、6時より18時間超ワイド特番『わたしの東京・世界の東京』をそれぞれ[要出典]放送した。
  - 1969年4月1日以来火曜21時30分枠で放送されていたフジテレビ系列の長寿音楽番組『ミュージックフェア』が、この日より木曜22時30分へ移動（以後、日曜23時枠を経て、2001年4月より土曜18時枠で放送）。これに伴い、1970年4月以来この枠で東西同時ネットで放送されていた『阪急ドラマシリーズ』（関西テレビ制作）の新作『事件ですよ!』（この日開始）が、キー局の関西テレビでは木曜19:00[注 18]、フジテレビでは木曜17:30（先行ネット）と、初の東西別ネットとなった。だが半年後の1982年4月開始の次作『先生お・み・ご・と!』からは金曜19:00に移動、フジテレビも1年間ではあるが同時ネットに戻した。なお『ミュージックフェア』の司会者である長門裕之・南田洋子夫妻は放送枠移動後も司会を継続していたが、同年12月24日の放送をもって16年半務めた司会を卒業し、代わって翌1982年からは星野知子が担当した。
- 2日 - テレビ朝日系のアニメ『ドラえもん』が、前述の『ハットリくん』開始に伴い金曜19時枠の週一回放送に移行。以後2019年9月までこの枠で放送[注 19]（→2019年10月より土曜日へ移動）。これにより、それまで同枠で放送されていた『ハロー!サンディベル』は30分繰り下げ19時半へ移動、そしてその金曜19時半にあったドラマ『それゆけ!レッドビッキーズ』は日曜19時に移動するとともに、朝日放送（当時。朝日放送テレビの前身）に制作が移管した。
- 4日 - フジテレビ系で、かつてテレビ朝日系で放送された『がんばれ!!ロボコン』『ロボット110番』の流れを組む特撮ギャグコメディ『ロボット8ちゃん』を開始（ - 1982年9月）。「原作：石森（→石ノ森）章太郎／制作：フジテレビ・東映／メインライター：浦沢義雄」による特撮シリーズ『東映不思議コメディーシリーズ』が始まる（ - 1993年10月）。
- 5日 - NHK、連続テレビ小説第28作『本日も晴天なり』（主演：原日出子）放送開始（ - 1982年3月）放送開始。
- 6日
  - フジテレビ系で旭化成一社提供のワールドクイズ番組『なるほど!ザ・ワールド』が放送開始[13]。司会は愛川欽也と楠田枝里子（ - 1996年3月26日）。海外ロケによるクイズ番組のはしりとなる。
  - 関西テレビ・フジテレビ系火曜10時時代劇枠で『影の軍団』シリーズ（東映制作、主演：千葉真一）の第2作『影の軍団II』放送開始。
- 12日 - フジテレビ系月曜19時台後半枠で、よみうりテレビ・日本テレビ系で放送され人気を博した長谷川町子原作・青島幸男主演のホームコメディドラマ『意地悪ばあさん』のリメイク版が放送開始（ - 1982年12月27日、以後スペシャルドラマとして制作）。
- 14日 - フジテレビ系水曜19時台後半枠で高橋留美子原作のラブコメアニメ『うる星やつら』が放送開始（ - 1986年3月19日）。

### 11月
- 2・3日 - NHK総合テレビで、テレビとしてはNHK初のステレオ・ドラマ『少年ドラマシリーズ「星の牧場」』が2日間に渡って放送。[14]

### 12月
- 31日
  - TBS系で『第23回日本レコード大賞』放送（19:00 - 20:55）。大賞は寺尾聰の「ルビーの指環」。
  - 『第32回NHK紅白歌合戦』放送（21:00 - 23:45）。平均視聴率74.9%（関東地区、ビデオリサーチ調べ）。
  - フジテレビのミニ紀行・グルメ番組『くいしん坊!万才』で1979年1月1日から3年間、3代目くいしん坊を務めた声楽家の友竹正則がこの日の放送で卒業した。出演回数は794回だった[注 20]。

## その他テレビに関する話題
| 緑山スタジオ・シティ |  | テレビ新潟 |  | 福島放送 |
| 緑山スタジオ・シティ |  | テレビ新潟 |  | 福島放送 |

- 1月23日 - 郵政省がこの日から、音声多重放送の全ての実用化試験局に対し、2音声多重放送を条件付きで正式認可した[注 21]。これを受け、同日から日本テレビを皮切りに、同多重放送が本格的に行われる様になる。[1][2]
- 2月18日 - ザ・ドリフターズの仲本工事と志村けん、そして彼らがレギュラー出演するTBS系『8時だョ!全員集合』プロデューサーの居作昌果が、競馬のノミ行為により書類送検されたことが発覚。仲本と居作は罰金刑、志村は起訴猶予処分となった。3人とも1か月の謹慎となり、ドリフは残った3人での活動を余儀なくされた。
- 3月16日 - 神奈川県横浜市青葉区（当時は緑区の一部）にTBS所有のテレビドラマ専用スタジオ「緑山スタジオ・シティ」が竣工。5月7日より稼働開始。
- 4月1日
  - 新潟県第3番目の民放局、テレビ新潟放送網（TNN、後のTeNY。日本テレビ系列）開局[16]。これに伴い日本テレビ系列とフジテレビ系列、テレビ朝日系列のトリプルネット局だった新潟総合テレビ（後のNST新潟総合テレビ、NST）はフジテレビ系列とテレビ朝日系列のクロスネット局に移行（テレビ朝日系列の新潟テレビ21〈NT21、後のUX〉開局前日の1983年9月30日まで）。
  - 近畿放送（後の京都放送、KBS）が、呼出名称を「KBS京都」に変更。

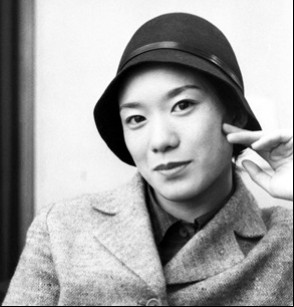
向田邦子死去（8月22日、写真は1950年代撮影）

- 7月1日 - 文部省の主導により特殊法人放送大学学園(当時)設立。テレビとラジオを使用した大学教育のための教育専門放送局であるが、国が放送局を持つことによる言論統制など反対意見も根強くあり、放送大学学園法案は4度目で日の目を見たほどの難産だった。首都圏ならびに群馬県での授業放送開始は1985年4月。なお2003年10月からは「私立学校法第三条に規定する学校法人」となり、あわせて文部科学省と総務省管轄下の特殊法人である。
- 8月22日 - 『寺内貫太郎一家』（TBS系、1974年 - 1975年）『あ・うん』（NHK総合、1980年）等のテレビドラマで知られる、作家で脚本家の向田邦子が、 台湾で発生した遠東航空103便墜落事故により死亡（享年51）。
- 10月1日
  - フジテレビが、キャンペーンキャッチコピー「楽しくなければテレビじゃない」を採用。
  - 東京12チャンネルが、社名を「テレビ東京」に変更[17]。1964年に日本科学技術振興財団のテレビ事業本部（愛称：東京12チャンネル、呼出名称：科学テレビ）としてスタートした[注 22]同局は、長年にわたり系列局を持たない関東ローカルの放送局としての面を持っていたが、翌年の1982年に初の地方系列局であるテレビ大阪が開局することに伴う社名変更であった[注 23]。
  - 福島県第3番目の民放局、福島放送（KFB、テレビ朝日系列）開局[17]。これに伴い日本テレビ系列とテレビ朝日系列のクロスネット局だった福島中央テレビ（FCT）は日本テレビ系列のフルネット局へ移行。

## 開局
- 4月1日 - テレビ新潟放送網（サービス放送及び音声多重放送開始は3月25日）
- 10月1日 - 福島放送（同時に、音声多重放送も開始。）

## 既存局の音声多重放送開始(当時は実用化試験放送)
- 3月21日 - 長崎放送、テレビ長崎(両局共に、長崎県初)
- 4月1日 - KBS京都
- 7月1日 - 新潟総合テレビ[18]
- 7月24日 - 山形放送(山形県初)
- 8月8日 -  NHK札幌放送局、NHK仙台放送局、NHK広島放送局、NHK福岡放送局およびNHK松山放送局の各総合テレビ[19]（松山は愛媛県初）。
- 10月1日 - 福島テレビ、福島中央テレビ
- 12月1日 - 福井放送(福井県初)

## 周年

### 番組
- 放送開始25周年
  - 『東芝日曜劇場』（TBS）
  - 『ゆく年くる年』（民放全局）
- 放送開始20周年
  - 『連続テレビ小説』（NHK総合）
  - 『みんなのうた』（NHK）
  - 『健康増進時代』（日本テレビ）
- 放送開始15周年
  - 『ウルトラシリーズ』(TBS)※同年3月25日をもって終了し、『ウルトラマンティガ』放送開始まで15年半にわたるテレビシリーズの中断期間に入る。
  - 『笑点』（日本テレビ）
  - 『すばらしい世界旅行』（日本テレビ）
  - 『ママとあそぼう!ピンポンパン』（フジテレビ）
  - 『銭形平次』（フジテレビ）
  - 『日曜洋画劇場』（テレビ朝日）
- 放送開始10周年
  - 『仮面ライダーシリーズ』(毎日放送)※同年9月26日をもって終了し､『仮面ライダーBLACK』放送開始まで6年間の中断期間に入る。
  - 『新婚さんいらっしゃい!』（朝日放送）
  - 『シャボン玉プレゼント』（朝日放送）
  - 『ごちそうさま』（日本テレビ）
  - 『モーニングジャンボ奥さま8時半です』（TBS）[注 24]
  - 『スター誕生!』（日本テレビ）
  - 『ゴールデン洋画劇場』（フジテレビ）
- 放送開始5周年
  - 『名曲アルバム』（NHK）
  - 『NHK特集』（NHK総合）
  - 『日曜美術館』（NHK教育）
  - 『クイズダービー』（TBS）
  - 『すばらしき仲間』（中部日本放送）
  - 『プロ野球ニュース』（フジテレビ）
  - 『クイズ・ドレミファドン!』（フジテレビ）
  - 『徹子の部屋』（テレビ朝日）
  - 『欽ちゃんのどこまでやるの!?』（テレビ朝日）
  - 『お笑いマンガ道場』（中京テレビ）

### 開局・放送開始
1月8日
NHK広島放送局教育テレビジョン放送開始20周年。
3月21日
NHK福岡放送局テレビジョン放送開始25周年。
3月22日
NHK仙台放送局、NHK広島放送局テレビジョン放送開始25周年。
4月1日
NHK富山放送局教育テレビジョン放送開始20周年。
NHK大津放送局テレビジョン放送開始10周年（3月1日中継局開所20周年）
4月16日
群馬テレビ開局10周年。
5月1日
千葉テレビ放送開局10周年。
5月24日
NHK神戸放送局テレビジョン放送開始10周年。
5月31日
NHK和歌山放送局テレビジョン放送開始10周年。
8月1日
NHK高知放送局教育テレビジョン放送開始20周年。
10月7日
NHK青森放送局教育テレビジョン放送開始20周年。
12月1日
中部日本放送、朝日放送（大阪テレビ放送として）テレビジョン放送開始25周年。
12月22日
NHK札幌放送局テレビジョン放送開始25周年。

## 記念回
- 1000回以上
  - おしゃれ（日本テレビ） - 2000回[20]
- 500回以上
  - アップダウンクイズ（毎日放送） - 900回
  - 8時だョ!全員集合（TBS） - 600回
  - ヤングおー!おー!（毎日放送） - 600回
  - スター誕生!（日本テレビ） - 500回
- 100回以上
  - パンチDEデート（関西テレビ） - 400回[注 25]
  - パネルクイズ アタック25（朝日放送） - 300回
  - Gメン'75（TBS） - 300回
  - クイズダービー（TBS） - 300回
  - 特捜最前線（テレビ朝日） - 200回
  - ザ・ベストテン（TBS） - 200回
  - 象印クイズ ヒントでピント（テレビ朝日） - 100回（3月8日[21]）

## 視聴率
（※関東地区、ビデオリサーチ調べ）

### アニメ
1. Dr.スランプ アラレちゃん（フジテレビ、12月16日）36.9%
2. まんが日本昔ばなし（TBS、1月10日）33.6%

### ドラマ
1. 連続テレビ小説 虹を織る（NHK総合、2月17日）45.7%
2. 連続テレビ小説 まんさくの花（NHK総合、4月16日）42.4%
3. 連続テレビ小説 本日も晴天なり（NHK総合、10月22日）39.8%
4. ナショナル劇場 水戸黄門 第11部・最終回（TBS、2月9日）39.0%
5. 大河ドラマ おんな太閤記（NHK総合、6月14日）36.8%

### 映画
1. 水曜ロードショー 映画史上不滅の最高峰『JAWS/ジョーズ』（日本テレビ、9月30日）37.7%

### バラエティ・クイズ・音楽
1. 第32回NHK紅白歌合戦（NHK総合、12月31日）74.9%
2. 8時だョ!全員集合（TBS、2月21日）47.6%
3. ザ・ベストテン（TBS、9月17日）41.9%
4. '81新春スターかくし芸大会（フジテレビ、1月1日）38.5%
5. 特集・連想ゲーム（NHK総合、9月23日）38.2%
6. クイズダービー（TBS、1月10日）37.4%
7. 火曜ワイドスペシャル ドリフ大爆笑'81（フジテレビ、11月17日）36.8%

### スポーツ
1. 大相撲初場所・千秋楽（NHK総合、1月25日）52.2%
2. '81プロ野球日本シリーズ第6戦「日本ハム×巨人」（テレビ朝日、10月25日）41.3%
3. プロ野球「広島×巨人」（NHK総合、6月1日）36.0%
4. '81プロ野球オールスターゲーム・第2戦（TBS、7月26日）32.8%

### ニュース・報道
1. ニュース（NHK総合、12月31日 20:55-21:00）42.5%
2. JNNフラッシュニュース（TBS、2月28日 20:55-21:00）40.2%
3. ニュース（NHK総合、1月10日 8:30-8:40）36.4%

## テレビ番組

### テレビドラマ

#### NHK
- 大河ドラマ おんな太閤記（出演：佐久間良子、西田敏行、中村雅俊、長山藍子、赤木春恵 他）
- 連続テレビ小説
  - まんさくの花（主演：中村明美）
  - 本日も晴天なり（主演：原日出子）
- ドラマ人間模様
  - 続あ・うん（作：向田邦子）
  - ある少女の死（作：柴英三郎）[22]
  - 新・事件 わが歌は花いちもんめ（作：早坂暁）
- 夢千代日記（主演：吉永小百合）
- いのち燃ゆ（出演：柴俊夫、石橋正次 他）

スペシャルドラマ
- 少年ドラマシリーズ『星の牧場』（ステレオ）- 11月2・3日放送。NHKではテレビ初のステレオ・ドラマ。[14]

#### 日本テレビ系
- 月曜スター劇場
  - かくれんぼ（主演：森光子）
  - かたぐるまIII（主演：加山雄三）
- 火曜9時
  - 炎の犬（主演：三ツ矢歌子）
  - プロハンター（出演：草刈正雄 他）※最終作品
- 火曜劇場
  - ダウンタウン物語（主演：桃井かおり、川谷拓三）
  - あこがれベビー（主演：西郷輝彦、星野知子）
  - 見まわせば二人（主演：十朱幸代、緒形拳）
  - 三年待った女（主演：増田啓子）※最終作品
- 水曜8時
  - 俺はおまわり君（主演：中村雅俊）
  - 先生は一年生（主演：榊原郁恵）
- 金曜劇場
  - 私はタフな女（主演：研ナオコ）
  - 花咲け花子（主演：泉ピン子）
- グランド劇場
  - 池中玄太80キロ第2シリーズ（主演：西田敏行）
  - キッド（主演：堺正章、柴田一幸、古尾谷雅人、前田吟、蟹江敬三、ポール牧、峰竜太、宍戸錠、小松方正、大前均、小林昭男、安原義人、松尾嘉代、友里千賀子、真行寺君枝、山本みどり、柏原よしえ、高田早苗、沼田爆、浅利香津代、朝丘雪路、樋浦勉、内田勝正、たこ八郎、里木佐甫良、Ｗさくらんぼ、団巌、宮城健太郎、小寺大介、細川俊之、金子信雄、船越英二）
- おてんば宇宙人（主演：高見知佳） - 9回で打ち切り。
- 幻之介世直し帖（主演：小林旭）
- 俺はご先祖さま（主演：石坂浩二、マリアン）

スペシャルドラマ
- 母たることは地獄のごとく - 7月8日

枠変動
- 9月 - 火曜9時枠及び火曜劇場を廃枠、それらを統合する形で2時間ドラマ枠「火曜サスペンス劇場」新設（ - 2006年10月）。

#### TBS系
- ポーラテレビ小説
  - 発車オーライ（主演：高橋恵子（後の高橋彩夏））
  - 愛をひとつまみ（主演：沖直美（後の沖直未））
- ナショナル劇場
  - 江戸を斬るVI（主演：西郷輝彦）
  - 水戸黄門・第12部（出演：東野英治郎、里見浩太朗、大和田伸也、中谷一郎 他）
- 火曜8時
  - 思えば遠くへ来たもんだ（主演：古谷一行）
  - 春まっしぐら!（主演：小柳ルミ子）
  - ぼくらの時代（主演：国広富之）
  - 続・思えば遠くへ来たもんだ（主演：古谷一行）
  - われら動物家族（主演：中村雅俊）
- 火曜9時
  - 愛の滑走路'81（主演：竹脇無我、篠ひろ子）
  - 野々村病院物語（出演：宇津井健、夏目雅子、関口宏、三浦浩一、木内みどり、小野みゆき、有吉真知子、あき竹城、阪上和子、えりかわ恵子、山田邦子、大畑ゆかり、速水陽子、津賀有子、新井瑞、梶芽衣子、柄本明、山田辰夫、蟹江敬三、紀比呂子、伴淳三郎、川﨑麻世、甲斐智枝美、津川雅彦、山岡久乃 他）
  - はまなすの花が咲いたら（主演：池内淳子）
- 水曜8時
  - 秘密のデカちゃん（主演：石立鉄男、大場久美子）
- 水曜劇場
  - 二百三高地 愛は死にますか（出演：田村高廣、6代目市川染五郎（後の9代目松本幸四郎） 他）
  - 茜さんのお弁当（出演：八千草薫、川谷拓三、草笛光子、MIE 他）
- 木曜8時
  - 出逢い（主演：池内淳子）
  - ちょっといい姉妹（主演：山岡久乃、京塚昌子、大空真弓）
- 木曜座（毎日放送制作）
  - 夜の花火（ステレオ）（原作：五木寛之、主演：松坂慶子、渡瀬恒彦）
  - 虹色の森（出演：十朱幸代、時任三郎、小野寺昭 他）
  - いつか黄昏の街で（出演：沢田研二、多岐川裕美、中山仁、佐藤友美 他）
- 金曜8時
  - 2年B組仙八先生（主演：さとう宗幸）- 桜中学シリーズ
- 金曜9時
  - 玉ねぎむいたら…（主演：桜田淳子）
  - ひまわりの歌（主演：宇津井健）
- 金曜ドラマ
  - もういちど春（主演：伊東ゆかり）
  - 父母の誤算（出演：露口茂、長山藍子 他）
  - 土曜日曜月曜（出演：浅丘ルリ子、田村正和、池上季実子、井上純一、高橋昌也）
  - 想い出づくり。（主演：森昌子、古手川祐子、田中裕子）
- なかよしケンちゃん（主演：岡浩也、久米敬子）
- 刑事犬カール2（主演：坂上味和）
- 消防官物語・風に立て（主演：水谷大輔）
- 鞍馬天狗（ステレオ）（主演：草刈正雄、伊藤つかさ）

スペシャルドラマ
- TBS開局30周年記念特別企画 関ヶ原 - 1月2日、3日、4日

宇津井健、夏目雅子、関口宏、三浦浩一、木内みどり、小野みゆき、有吉真知子、あき竹城、阪上和子、えりかわ恵子、山田邦子、大畑ゆかり、速水陽子、津賀有子、新井瑞、梶芽衣子、柄本明、山田辰夫、蟹江敬三、紀比呂子、伴淳三郎、川崎麻世、甲斐智枝美、津川雅彦、山岡久乃

#### フジテレビ系
- 火曜10時時代劇（関西テレビ制作）
  - 闇を斬れ（主演：天知茂）
  - 影の軍団II（主演：千葉真一）
- 月曜7時30分
  - 意地悪ばあさん（テレビドラマ第3作）（出演：青島幸男 他）
- 金曜7時
  - 翔んだライバル（主演：柳沢慎吾）
  - 翔んだパープリン（出演：服部まこ（後の服部真湖） 他）
- 時代劇スペシャル
- 阪急ドラマシリーズ（関西テレビ制作）
  - おだいじに… - 木曜22:30枠放送最後の作品（東西同時ネットは一時中断）。
  - 事件ですよ!（主演：岡江久美子） - 関西テレビは木曜19:00、フジテレビは同曜17:30で放送（初の別ネット）。
- 東海テレビ制作昼の帯ドラマ
  - 女商一代 やらいでか!
  - 続・ぬかるみの女
- 月曜8時
  - ただいま放課後第3シリーズ（主演：本田博太郎、寺泉哲章）
  - 気になる天使たち（主演：名高達郎） - ここまで青春物。
  - うちの嫁さんあっちむいてプイ!（主演：市毛良枝） - ここからホームドラマ路線。
  - 嫁がず、出もどり、小姑（主演：音無美紀子）
- 探偵同盟（主演：加山雄三）
- 江戸の用心棒（主演：古谷一行、夏木勲（後の夏八木勲）、田中健）
- 平岩弓枝ドラマシリーズ
  - 女の座（出演：京塚昌子、新珠三千代、金田龍之介 他）
  - 女たちの海峡（出演：山本陽子、田村亮、高橋昌也、乙羽信子 他）
- 愛のホットライン（主演：加山雄三）- 『探偵同盟』の打ち切りによって急遽企画された。
- 同心暁蘭之介（主演：杉良太郎）
- 本郷菊坂赤門通り（出演：古谷一行、大場久美子、香山美子、伊丹十三、渡辺篤史 他） - 土曜劇場最終作
- 金曜劇場（新設）
  - 夫婦は夫婦
  - 北の国から（出演：田中邦衛 他）

スペシャルドラマ
- サザエさん（主演：星野知子） - 4月1日、9月30日

枠変動
- 4月改編で、土曜劇場が『ゴールデン洋画劇場』との曜日交換により金曜劇場となった。

#### テレビ朝日系
- 火曜9時枠時代劇
  - 鬼平犯科帳・第2シリーズ（主演：萬屋錦之介）
  - 文吾捕物帳（主演：滝田栄）
- 午後の旅立ち（主演：若尾文子）- 番組のタイトル曲「午後の旅立ち」は、リチャード・クレイダーマンが演奏。
- 加山雄三のブラック・ジャック
- おやじは熟年（主演：森繁久彌）
- 将軍 SHŌGUN（出演：リチャード・チェンバレン、三船敏郎）- 日米合作時代劇
- 警視庁殺人課（出演：菅原文太、三田村邦彦、中谷一郎 他）
- 判決〜生きる（出演：高橋英樹、仙道敦子 他）
- おやじの台所（主演：愛川欽也）- ゴールデン劇場最終作品
- 新・海峡物語（主演：芦田伸介、藤圭衣子） - 年内で打ち切り。
- ダラス
- 赤かぶ検事奮戦記第2シリーズ（朝日放送制作。主演：フランキー堺）
- 必殺シリーズ（朝日放送制作）
  - 特別編必殺仕事人 恐怖の大仕事 水戸・尾張・紀伊（スペシャル第1作。出演：藤田まこと、伊吹吾郎、三田村邦彦、三島ゆり子、鮎川いずみ）
  - 必殺仕舞人（第16作。出演：京マチ子、高橋悦史、本田博太郎、西崎みどり）
  - 新・必殺仕事人（第17作。出演：藤田まこと、三田村邦彦、中条きよし、鮎川いずみ、山田五十鈴）

スペシャルドラマ
- その時歴史は変わった 今つづる父と母の昭和史 - 3月20日（出演：芦田伸介、伊丹十三、竜雷太、加藤和夫 他）
- イエスの方舟事件 - 7月13日（出演：岡田英次、藤真利子 他）
- わが愛の城〜落城記より〜 - 10月1日（原作：野呂邦暢「落城記」 プロデュース：向田邦子 出演：岸本加世子、関根恵子、萩原健一 他）※航空機事故で亡くなった向田邦子の最初で最後のプロデュース作品となった。

枠変動
- 9月 - 1966年に開始された「ゴールデン劇場」（木曜21時枠）が『おやじの台所』を最後に15年半の歴史に幕。10月より「木曜時代劇」となる（後の木曜ドラマ枠）。
- 10月 - 金曜19時30分枠で放送していた『それゆけ!レッドビッキーズ』が日曜19時枠へ移動、制作がテレビ朝日から朝日放送へ移管される。

#### テレビ東京系
- 12時間ドラマ それからの武蔵 - 1月2日
- 斬り捨て御免!第2部（主演：中村吉右衛門）
- それからの武蔵（主演：萬屋錦之介）
- もんもんドラエティ（出演：坂上二郎、石川ひとみ、沖田浩之 他）

### テレビアニメ
- 世界名作劇場 家族ロビンソン漂流記 ふしぎな島のフローネ（フジテレビ）
- 最強ロボ ダイオージャ（名古屋テレビ）
- タイムボカンシリーズ ヤットデタマン（フジテレビ）
- 黄金戦士ゴールドライタン（東京12チャンネル→テレビ東京）
- 百獣王ゴライオン（東京12チャンネル→テレビ東京）
- ハロー!サンディベル（テレビ朝日）
- おはよう!スパンク（朝日放送）
- 愛の学校クオレ物語（毎日放送）
- めちゃっこドタコン（フジテレビ）
- 名犬ジョリィ（NHK総合）
- 若草の四姉妹（東京12チャンネル→テレビ東京）
- Dr.スランプ アラレちゃん（フジテレビ）
- フーセンのドラ太郎（フジテレビ）
- 新竹取物語 1000年女王（フジテレビ）
- タイガーマスク二世（テレビ朝日）
- 戦国魔神ゴーショーグン（東京12チャンネル→テレビ東京）- 東京12チャンネル時代最後の新番組アニメ
- まんが水戸黄門（東京12チャンネル→テレビ東京）- 同上
- 新ど根性ガエル（日本テレビ）
- 忍者ハットリくん（テレビ朝日）
- 六神合体ゴッドマーズ（日本テレビ）
- じゃりン子チエ（毎日放送）
- ダッシュ勝平（フジテレビ）
- 銀河旋風ブライガー（テレビ東京） - J9シリーズ第1作
- まいっちんぐマチコ先生（テレビ東京）
- ワンワン三銃士（毎日放送）
- アニメ親子劇場（テレビ東京）
- うる星やつら（フジテレビ）
- ハニーハニーのすてきな冒険（フジテレビ）
- 太陽の牙ダグラム（テレビ東京）

特別番組
- （夏休み）アニメプレゼント（東京12チャンネル） - 『三枝のホントにホント』打ち切りによる編成。
- 日生ファミリースペシャル ぼくらマンガ家 トキワ荘物語（フジテレビ）

### 特撮番組
- 太陽戦隊サンバルカン（テレビ朝日）
  - 出演：川崎龍介、杉欣也、小林朝夫、五代高之、岸田森、根本由美、山田隆夫、飯塚昭三、曽我町子 他
- ロボット8ちゃん（フジテレビ） - 『東映不思議コメディーシリーズ』第1作。
  - 出演：朝比奈尚行、榊原るみ、団次郎、斉藤晴彦、吉岡ひとみ、京田尚子、松岡洋子 他

### 報道・情報番組
- モーニングサラダ（日本テレビ）
- マイスタ芸能ワイド（ステレオ）（日本テレビ）
- ニュースイブニング朝日（テレビ朝日）
- 世界おもしろネットワーク(テレビ東京)[13]
- サタデーふくしま（福島テレビ）- 『サタふく』の前身。

### バラエティ番組
- なぜなぜダイヤル!?（日本テレビ）
- B&Bのお笑いスター最前線!!（日本テレビ、全3回）
- 爆笑!!マイスタ（ステレオ）（日本テレビ）
- 今夜は最高!（ステレオ）（日本テレビ）
- ヨッちゃん・ぼんちのアイドル大集合!（日本テレビ）
- 日曜お笑い劇場（日本テレビ）
- ダントツ笑撃隊!!（日本テレビ）
- 日曜8時!ドパンチ放送!!（日本テレビ）
- 世界ウルトラショー（よみうりテレビ）
- 熱戦!歌謡ダービー（TBS）
- ドンピシャ!!ガンガン（TBS）
- 欽也のそっくりベスト10（TBS）
- ツービート 笑ってゴマかせ!（TBS）
- 爆笑おじゃマンザイ!（フジテレビ）[注 26]
- 欽ドン!良い子悪い子普通の子（フジテレビ）
- オレたちひょうきん族（フジテレビ）
- とびだせものまね大作戦（フジテレビ） - レギュラー化。
- 激突!お笑いルーレット（関西テレビ）[注 27]
- 夕刊タモリこちらデス(テレビ朝日)[13]
- アイドルパンチ（テレビ朝日）
- ツッパリやすしの60分（東京12チャンネル）
- ザ・ぼんちのそっくりショー→ザ・そっくりショー（東京12チャンネル→テレビ東京）
- サタデーナイトショー（テレビ東京）[注 28]
- 紳竜のコケてたまるか（テレビ東京）[注 29]
- 爆笑!!漫才コメディー（毎日放送）
- ぱろぱろエブリデイ（中部日本放送）
- 5時SATマガジン（中京テレビ）

特別番組
- 激突!プロ野球12球団対抗日本シリーズ（フジテレビ）
- オールスターちょんまげオリンピック!!花の大江戸90分笑いっぱなし（日本テレビ、10月10日）
- 輝け!!“特別生放送”'81マンザイオールスター 大晦日も笑っちゃえ!!（日本テレビ、12月31日）
- 笑ってサヨナラ'81東西BEST漫才!（TBS、12月31日）
- はばたけ!テレビ新潟 YES MY スーパースター夢の饗宴（テレビ新潟、3月31日）- テレビ新潟開局前夜祭特別番組。司会:徳光和夫、久米宏（初共演）[8]。

### クイズ番組
- クイズ面白ゼミナール（NHK総合）
- （一発逆転!!）げんてんクイズ（よみうりテレビ） - 当初は視聴者参加型だが、3か月で芸能人対抗へ変更。
- 桂三枝の連続クイズ（TBS）
- クイズ漫才グランプリ（フジテレビ）
- 逆転!クイズジャック（フジテレビ）
- なるほど!ザ・ワールド（フジテレビ）[13]
- クイズ!ベストカップル（フジテレビ）
- （映像クイズ・ア!）知ッテレビジョン→クイズ!知ッテレQ（フジテレビ）[13] - わずか1か月で視聴者参加型から芸能人対抗へ。
- 100万円クイズハンター（テレビ朝日）
- クロスワードクイズ・Theエイリアン（朝日放送）
- ヒラメキ大作戦（朝日放送）
- 三枝のホントにホント（東京12チャンネル） - NHK総合の『ゲーム ホントにホント?』を引き継いだが、3か月で打ち切られた。

### 音楽番組
- ザ・トップテン（ステレオ）（日本テレビ）
- ザ・ライブ（ステレオ）（日本テレビ）
- Holiday（ステレオ）（TBS）
- タモリの歌謡スター笑（東京12チャンネル）

特別番組
- 全国歌謡曲大調査 明治から昭和この百年!史上最大のベストテン（TBS、1月1日）
- さよならピンクレディー（ステレオ）（日本テレビ、3月31日）
- '81秋・全番組総出演!激唱!!オールスター（日本テレビ、10月7日）

### トーク番組
- 三枝の愛ラブ!爆笑クリニック（関西テレビ）
- 気分はパラダイス（テレビ東京）[23]

### 教養・ドキュメンタリー番組
- 川の子クークー（NHK教育）
- 新しい世界（NHK教育）
- 中学時代（NHK教育）
- 高等学校特別シリーズ（NHK教育）
- SHARPワールドドキュメント 世界のこれがNo'1（二か国語）（日本テレビ）[13]
- 日曜特集（TBS）
- 人間ふしぎ不思議（TBS）[13]
- 教育スペシャル 母と子の教育戦線（フジテレビ） - 『ライオン奥様劇場』の一本として放送。
- とびだせ!釣り仲間（テレビ東京）[23]

### スポーツ番組
- 辰徳スペシャル（日本テレビ） - 『おてんば宇宙人』打ち切りによる編成。

### 映画番組
- ゴールデンワイド劇場（テレビ朝日） - 半年後に2時間ドラマ枠に変更。
- 日曜ヒットスクリーン（TBS）

### 単発特別番組枠
- サタデーイベントアワー（フジテレビ、関東ローカル）
- 月曜スペシャル（第1期）（東京12チャンネル）
- 月曜爆笑スペシャル（東京12チャンネル）

### 既存番組の音声多重化

#### ステレオ放送化
- あなたのメロディー（NHK総合）- 1月4日（「特集あなたのメロディー」）[24]及び3月1日から毎回[25]
- レッツゴーヤング（NHK総合）- 1月4日（「おめでとうレッツゴーヤング」）[24]及び4月12日から毎回[26]
- ザ・ベストテン（TBS）- 3月26日から毎回[7]
- みんなのうた（NHK総合）- 4月4日から[27]
- 8時だョ!全員集合（TBS）- 5月9日のみ[28]
- 日本有線大賞（TBS）- この年から（この年は12月6日放送）

#### 2音声多重放送化
- NNN昼のニュース（日本テレビ）- 1月23日から。副音声は、放送中のニュースの解説を放送。[1]
- NNN JUST NEWS（日本テレビ）- 1月23日から。副音声は、放送中のニュースの解説を放送。[1][2]
- 東京証券取引所の第一部市況（東京12チャンネル）- 2月から。副音声は、同取引所の第二部市況を放送。[2]
- 夕やけロンちゃん（TBS）- 2月16日から。副音声は、番組冒頭の天気予報の詳しいデータを5分間にまとめ、それを3回繰り返して放送。[2]
- プロ野球中継
  - 日本テレビ - 3月26日放送から一部のゲームにて実施。副音声は別実況。[6]
  - フジテレビ系列 - この年から多くのゲーム中継にて、副音声で「やじうま応援合戦」等を放送。
- 演歌の花道（東京12チャンネル → テレビ東京）- 副音声は歌なしのカラオケを放送。[2]

## この年の主なキャンペーン
- 「テレビカルサマー8チャンネル」（フジテレビ、7月）- 夏のキャンペーン
- 「楽しくなければテレビじゃない」（フジテレビ、10月）- 秋のキャンペーン。以後、フジテレビの代名詞として有名となる。